# 古織伝
古織伝（こしょくでん）は、江戸時代初期の慶長年間、古田織部の弟子・岡村百々之助により著された織部流の茶道点前書。

## 概要
岡村百々之助が慶長年間に記したものが、江戸時代初期になって木版にて版行された（無刊記）。これはわが国で初めての茶道書の版行となった。それをうけて、寛永3年（1626年）に「草人木」（黒沢源太郎開版）という織部流の茶道点前書が開版された。理由としては、「大事の古織公を浅知短才にいたす事、無念千万也」ということであった。つまり、百々之助が記した内容が今ひとつであったため、出版されたのであった。正保4年（1647年）になって京の書肆平田半左衛門が、百々之助のものを古田織部作として版行した。すると寛文年間には「草人木」とともに茶道書のベストセラーとなった（「増補書籍目録」）。